# 長崎日本大学中学校・高等学校
長崎日本大学中学校・高等学校（ながさきにほんだいがくちゅうがっこう・こうとうがっこう, Nagasaki Nihon University Junior and Senior High School）は、長崎県諫早市貝津町にある男女共学の私立中学校・高等学校。学校法人長崎日本大学学園の運営する日本大学準付属校で、中高一貫教育を行っている。高校は長崎県一のマンモス校である。
略称は「長崎日大」で、地元では単に「日大」と略されることもある。

## 概要
歴史
日本大学第5代総長・永田菊四郎によりその郷里の長崎県に日本大学の付属高校として1967年（昭和42年）に開校した。1991年（平成3年）に中学校を併設し、中高一貫教育を開始した。高校設置準備委員会が発足した1966年（昭和41年）を創立年としており、2011年（平成23年）に創立45周年を迎えた。
校訓
「至誠 勤労 創造」 - 至誠の心を元とし、心身の勤労に励み、創造の精神に生きる
校歌
作詞は松原博一、作曲は貴島清彦による。3番まであり、1・3番に校名の「長崎日大」が登場する。
設置課程・学科
- クリエイトコース中学課程
- クリエイトコース高校課程 （全日制課程）
  - 普通科
    - アカデミーコースI類
    - アカデミーコースII類
    - プログレスコース

  - デザイン美術科

施設
- 1号館、2号館、3号館、実践棟
- 第1体育館、第2体育館、鳳雛舞館（武道館）、旧武道館
- 第1グラウンド、第2グラウンド（テニスコート6面・サッカー場・野球場）、第3グラウンド
- 食堂、購買部
- 中庭 - ステージ・バスケットゴールを備える。
- 明倫館 - 寮

制服
男女ともに濃紺・濃緑チェックのブレザー。男子はネクタイ（冬服）、女子はリボン着用。
通学
長崎市、時津町、大村市、島原市、雲仙市小浜町、諫早市小長井町、佐賀県藤津郡太良町などとの間にスクールバスを運行している。

## 沿革
- 1966年（昭和41年）（創立年）
  - 6月 - 設立準備委員会が発足。
  - 8月27日 - 設立発起人会が結成。
  - 9月1日 - 長崎日本大学高等学校の設置申請書を長崎県知事に提出。
  - 12月27日 - 長崎日本大学高等学校の設置が認可される。初代理事長に中村達、初代校長に管野新一郎が就任。生徒定員を900名とする。
- 1967年（昭和42年）
  - 1月25日 - 準付属高等学校とする契約を日本大学との間に締結。
  - 3月1日 - 南校舎と体育館が完成。
  - 4月1日 - 「長崎日本大学高等学校」が開校。
  - 4月11日 - 第1回入学式を挙行。
  - 6月10日 - 開校式・落成式を挙行。
  - 10月1日 - 至誠寮を開設。
  - 11月2日 - 校旗授与式を挙行。
- 1968年（昭和43年）
  - 2月10日 - 図書館が開館。
  - 6月20日 - 北校舎が完成。
  - 11月29日 - 第1回校外デザイン展を長崎県立美術博物館で開催。
- 1969年（昭和44年）
  - 4月1日 - 校訓「至誠・勤労・創造」を制定。
  - 10月7日 - 長崎日大高新聞第1号を発行。
  - 11月22日 - 校歌が完成。
- 1970年（昭和45年）
  - 9月7日 - 向学寮を開設。
  - 10月3日 - 第1回体育大会を挙行。
- 1971年（昭和46年）2月26日 - 卒業文集「貝津」[1]第1号を発刊。
- 1973年（昭和48年）8月23日 - 創設者・永田菊四郎の胸像を建立。
- 1974年（昭和49年）2月1日 - 格技場（柔道・剣道）が完成。
- 1975年（昭和50年）4月1日 - 生徒定員を1,950名に改定。
- 1976年（昭和51年）12月28日 - クラブ部屋20室が完成。
- 1977年（昭和52年）
  - 7月19日 - 広報紙「潮鳴」第1号を発刊。
  - 11月1日 - 創立10周年記念事業として、音楽室・吹奏楽部練習室・地学実験室・生物実験室・記念の鐘が完成。
- 1978年（昭和53年）11月1日 - デザイン工作室が完成。
- 1980年（昭和55年）1月1日 - 購買部室・小会議室等が完成。
- 1981年（昭和56年）
  - 3月31日 - 創立15周年記念事業として実践室棟が完成。
  - 6月30日 - 至誠寮と向学寮の2寮を閉寮。
  - 7月7日 - 創立15周年記念事業として教育センター明倫館が完成。
- 1983年（昭和58年）
  - 3月19日 - 第1回中国修学旅行を実施。
  - 9月1日 - 屋外トイレ・屋外シャワー室、明倫館カウンセラー棟が完成。
- 1986年（昭和61年）
  - 3月31日 - 創立20周年記念事業としてテニスコート6面、サッカー場、野球場を備える第2グランドが完成。
  - 5月31日 - 第2体育館が完成。
  - 9月1日 - 中庭造園「いこいの広場」が完成。
- 1989年（平成元年）4月 - 普通科に国公立進学クラスを開設。
- 1990年（平成2年）4月 - 制服を改定。
- 1991年（平成3年）
  - 2月13日 - 3号館が完成。
  - 2月28日 - 長崎日本大学中学校の設置が認可される。
  - 3月5日 - 校門を新設。
  - 4月1日
    - 法人名を学校法人長崎日本大学学園に改称。
    - 「長崎日本大学中学校」を併設し、中高一貫教育を開始。
    - 高等学校経営科を経営情報科に、秘書科を秘書英語科に、デザイン科をデザイン美術科に変更。
- 1992年（平成4年）
  - 1月30日 - カナダ、ブリティッシュコロンビア州立テンプルトン・セカンダリースクールと姉妹校を提携。
  - 6月1日 - 第3グランドが完成。
- 1993年（平成5年）
  - 4月1日 - デザイン美術科学科を工業に関する学科から芸術に関する学科に変更。
  - 7月 - 第1回オーストラリア語学研修を中学校で実施。
  - 11月1日 - 第2駐車場が完成。
- 1994年（平成6年）3月31日 - 野球部室内練習場が完成。
- 1995年（平成7年）9月30日 - 企画室（同窓会・育成会・後援会事務室）を開設。
- 1996年（平成8年）
  - 2月20日 - マルチメディアルームが完成。
  - 10月4日 - 玄関前庭園を整備。
- 1999年（平成11年）4月1日。
  - 経営情報科と秘書英語科を統合し、総合情報科とする。
  - 普通科に類型別クラス編成を導入
- 2000年（平成12年）
  - 9月 - 育成会ルーム・STルームを開設。
  - 12月 - 高校、第1回韓国修学旅行を実施。
- 2001年（平成13年）
  - 3月 - 校舎大改修が完了。
  - 8月 - 屋外ステージが完成。
- 2005年（平成17年）3月 - 第1回デザイン美術科フランスパリ研修を実施。
- 2006年（平成18年）10月 - 卒業生の活躍を紹介するアニバーサリーホールが完成。
- 2007年（平成19年）
  - 2月 - 鳳雛舞館（武道館）が完成。
  - 3月 - 総合情報科の募集を停止。
- 2009年（平成21年）
  - 3月31日 - 総合情報科を廃止。
  - 12月 - 高校、シンガポール・マレーシアへの修学旅行を実施。
- 2014年（平成26年）
  - 12月 - 50周年記念行事のひとつとして、2017年（平成29年）完成の新キャンパス建設が2学期終業式、生徒の前で発表された。
- 2015年（平成27年）
  - 1月 - 新校舎建設開始。

## 学校行事
3学期制。
1学期
- 4月 - 入学式、中・スプリングスクール、対面式、中1・高1オリエンテーション、高・日本大学標準学力テスト、遠足、体育祭
- 5月 - 生徒会総会、日本大学模擬授業、中間考査
- 6月 - 諫早市中学校総合体育大会（中総体）、長崎県高等学校総合体育大会（高総体）、高・進学講演会、創立記念日、生徒会立会い演説会、美術館見学会（デザイン美術科）、高・テーブルマナー講習会、期末考査
- 7月 - オープンスクール、球技大会、三者面談、デッサン強化ゼミ（デザイン美術科）、夏季進学講座
- 8月 - 平和学習（9日、長崎原爆の日）、中・サマースクール、学習合宿、ケンブリッジ大学研修

2学期
- 9月 - 永田菊四郎杯弁論大会、中・長崎街道巡検
- 10月 - 校内読書週間、中間考査、デザイン美術科卒業制作展、文化祭（桜菊祭）
- 11月 - 高・日本大学統一テスト、芸術鑑賞会、期末考査
- 12月 - 高・修学旅行（韓国コースかシンガポール・マレーシアコースの2コースのうちから選択する）、中・修学旅行、冬季進学講座

3学期
- 1月 - センター試験直前合宿
- 2月 - 校内マラソン大会、中・合唱コンクール、学年末考査
- 3月 - 卒業式、中学課程修了式、球技大会、ダンス発表会、ケンブリッジ大学研修、パリ美術研修（デザイン美術科）、春季進学講座

## 部活動
運動部
- 野球部

選抜高等学校野球大会（春のセンバツ）
- 1993年（平成5年）第65回大会出場（初）ベスト8進出
- 1999年（平成11年）第71回大会出場（2回目）
- 2022年（令和4年）第94回大会出場（3回目）
- 2023年（令和5年）第95回大会出場（4回目）

全国高等学校野球選手権大会（夏の甲子園）
- 1993年（平成5年）第75回大会出場（初）
- 1995年（平成7年）第77回大会出場（2回目）
- 1998年（平成10年）第80回大会出場（3回目）
- 1999年（平成11年）第81回大会出場（4回目）
- 2000年（平成12年）第82回大会出場（5回目）ベスト8進出
- 2003年（平成15年）第85回大会出場（6回目）
- 2007年（平成19年）第89回大会出場（7回目）ベスト4進出
- 2009年（平成21年）第91回大会出場（8回目）
- 2010年（平成22年）第92回大会出場（9回目）

- ハンドボール部
- 陸上競技部
- 柔道部
- 剣道部
- ソフトテニス部
- 卓球部
- バスケットボール部
- サッカー部

全国高等学校サッカー選手権大会 （冬の国立）
- 2008年（平成20年）第87回大会出場（初）
- 2011年（平成23年）第90回大会出場（2回目）

- バドミントン部
- 空手道部
- ゴルフ部
- 新体操部
- 硬式テニス部
- ヨットサークル
- バレーボール部
- 応援部
- 弓道愛好会

文化部
- 吹奏楽部

長崎県吹奏楽コンクール
- 第55回（2010年）金賞代表
- 第56回（2011年）金賞
- 第57回（2012年）金賞代表
- 第58回（2013年）金賞
- 第59回（2014年）金賞
- 第60回（2015年）金賞
- 第61回（2016年）金賞
- 第62回（2017年）金賞
- 第63回（2018年）金賞
- 第64回（2019年）金賞代表
- 第65回（2020年）新型コロナにより大会中止
- 第66回（2021年）金賞
- 第67回（2022年）金賞

九州吹奏楽コンクール
- 第55回（2010年）金賞
- 第57回（2012年）銅賞
- 第64回（2019年）銀賞

長崎県マーチングコンテスト
- 第23回（2010年）金賞代表
- 第24回（2011年）金賞代表
- 第25回（2012年）金賞
- 第26回（2013年）金賞代表
- 第27回（2014年）金賞代表
- 第28回（2015年）金賞代表
- 第29回（2016年）金賞代表
- 第30回（2017年）金賞代表
- 第31回（2018年）金賞代表
- 第32回（2019年）金賞代表
- 第33回（2020年）新型コロナにより大会中止
- 第34回（2021年）金賞代表
- 第35回（2022年）金賞代表

九州マーチングコンテスト
- 第28回（2010年）銀賞
- 第29回（2011年）銀賞
- 第31回（2013年）金賞
- 第32回（2014年）銀賞
- 第33回（2015年）金賞
- 第34回（2016年）金賞
- 第35回（2017年）銀賞
- 第36回（2018年）銀賞
- 第37回（2019年）銀賞
- 第38回（2020年）新型コロナにより大会中止
- 第39回（2021年）銀賞
- 第40回（2022年）金賞

長崎県アンサンブルコンテスト
- 第35回（2008年）金賞代表（金管8重奏)
- 第37回（2010年）金賞（金管8重奏）
- 第38回（2011年）金賞（金管8重奏）
- 第39回（2012年）銀賞（管打8重奏）
- 第40回（2013年）金賞（管打8重奏）
- 第41回（2014年）金賞（金管8重奏）
- 第42回（2015年）金賞（クラリネット4重奏）
- 第44回（2017年）金賞代表（クラリネット4重奏）
- 第45回（2018年）金賞代表（クラリネット4重奏）

- ヴァイオリン愛好会
- 放送部
- 茶道部
- 新聞部
- 美術部
- 演劇部
- ボランティア部
- コーラス部
- 文芸部
- 英会話部

## 著名な出身者
芸術・文化
- 磯田典宏 - 美術監督
- 吉崎観音 - 漫画家
- 谷川史子 - 漫画家
- カリスマカンタロー - ダンサー・実業家
- 佐々野宏美 - フリーアナウンサー
- 富士山富士夫 - ロックバンド「毛皮のマリーズ」メンバー
- 馬場由起子 - 版画家
- 松尾雄史 - 歌手
- 松田奈緒子 - 漫画家
- ヤス - お笑いコンビ「ナイチンゲールダンス」メンバー
- 日本一おもしろい大崎 - お笑いコンビ「ちゃんぴおんず」メンバー
- 古賀一樹　-　お笑いコンビ「カートンズ」メンバー - よしもとエンタテインメント沖縄所属

スポーツ
- 大瀬良大地 - プロ野球選手
- 宮﨑祐樹 - 元プロ野球選手
- 野原将志 - 元プロ野球選手
- 中村隼人 - 元プロ野球選手
- 貝塚政秀 - 元プロ野球選手
- 森保一 - サッカー日本代表監督
- 森保洋 - 元サッカー選手
- 大久保誠 - 元サッカー選手
- 芝田貴臣 - サッカー指導者
- 桑原悠 - 競艇選手
- 山﨑賢人 - 競輪選手、自転車競技選手
- 永瀬貴規 - 柔道家
- 田川兼三 - 柔道家
- 山口貴也 - 柔道家
- 老野祐平 - 柔道家
- 福島政則 - バレーボール選手
- 櫻井心那 - 女子プロゴルファー

## 交通アクセス
最寄りの鉄道駅
- JR九州長崎本線西諫早駅下車後、徒歩約15分

最寄りのバス停
- 長崎県営バス 諫早市内線日大高校前バス停下車すぐ

最寄りの国道・県道・交差点
- 国道34号・長崎県道37号大村貝津線貝津町交差点
- 長崎自動車道（高速道路）諫早ICより車で1分

スクールバス
- 浦上方面
- 小瀬戸コース

小瀬戸→木鉢→西泊→立神→飽ノ浦→水ノ浦→旭町(桟橋)→旭町(県営バス停)→稲佐橋→宝町→浦上駅→松山→大橋→岩屋橋→長大裏門→喜々津橋→喜々津通
- 時津コース

榎の鼻→寺の下→浜田→時津→野田→元村→打坂→大井手→浜田
- 寺川内コース

寺川内→大神宮→滑石口→横道→六地蔵→住吉
- 小ヶ倉方面
- 栄上コース

栄上→布巻→平山(団地入口バス停)→平山(バス停)→竿ノ浦→南柳田→土井首→鹿の尾橋→公会堂→中川→道光→御手洗→日見山口→東切通し→東望道→番所橋→馬場→観音口→鶴ノ尾→松原
- 小ヶ倉コース

小ヶ倉→ダイヤランド→戸町→上戸町→小菅→浪ノ平→松ヶ枝→入江町→馬町→妙相寺→大曲→矢上→古賀→つつじ丘→藤棚→市布
- 茂木コース

茂木→田上→弥生丘→愛宕→小島→正覚寺→中央橋→網場道
- 矢上団地コース

侍石→中央通り→普賢通り→かき道二丁目→かき道坂→橘小学校→南通り→かき道四丁目→東通り→かき道三丁目→戸石
- 大村方面
- 彼杵コース

彼杵本町→江頭→千綿宿→千綿→江ノ串→松原小入口→福重→宮小路→竹松郵便局→原口→新城→ 明峰中学校
- 乾馬場コース

桜馬場→松並町→乾馬場→大村駅→市役所→久原バス停)→岩松駅→二本松→本野入口→大橋→上栄田→ 栄田
- 島原方面

深江→北安徳→九十九ホテル→外港→広場場→桃山→高島→島原駅→田町→二軒茶屋→三会→松尾→大三東→有明→湯江→浜田→多比良→尾茂浜→東里→神代→西郷→伊福→大正→熊野→草村→三室→守山→吾妻(吾妻駅前バス停)→吾妻(吾妻農協)→大熊→阿母崎→愛野(大石工務店)→愛野(マルキョウ)→東高校→田尻→森山(バス停)→森山(駅前バス停)→黒崎→尾崎→小野→大手橋→小栗→新道→競技場
- 小浜方面

口之津→サンピア→野馬水→海水浴場前→野田→田ノ平→京泊→板引→飛子→金浜→木指→小浜(望洋荘)→小浜(春陽館)→北村→山領口→木場→千々石(小学校)→千々石(石橋)→塩屋→愛野展望台→唐比→井牟田→有喜(バス停)→有喜(うき福祉村前バス停)→早見→飯盛→中山→山口→土師野尾→平山→飛岡
- 小長井方面

大浦→竹崎入口→津ノ浦→県界→阿弥陀崎→釜→築切→井崎→小長井(支所バス停)→小長井(タクシー)→小深井→平原→足角→長里→金崎→湯江→江宿→ふれあい会館→田島川→小船津→下与→小江→冨地戸→深海→白浜→正久寺→東長田→西長田→東諌早→竹ノ下→天満町

## 周辺
- 長崎県交通局（長崎県営バス）諫早営業所・中央整備工場
- 大村湾南部浄化センター
- ファミリーマート西諫早ニュータウン店
- 西諫早ゴルフ練習場